# Così parlò Rohan Kishibe
Così parlò Rohan Kishibe (岸辺露伴は動かない?, Kishibe Rohan wa ugokanai, lett. "Rohan Kishibe non si muove") è una serie di manga one-shot scritti e disegnati da Hirohiko Araki. Si tratta di uno spin-off de Le bizzarre avventure di JoJo incentrato su Rohan Kishibe, personaggio della quarta parte Diamond Is Unbreakable.
Al 2025 la serie comprende in totale tredici one-shot, con il primo pubblicato nel 1997 su Weekly Shōnen Jump e il più recente su Ultra Jump. I due manga Rohan al Louvre e Rohan Kishibe va da Gucci, pur non riportandone il titolo alla pubblicazione, sono considerati parte della serie. Tre tankōbon raccoglienti le storie sono stati pubblicati da Shūeisha tra il 2013 e il 2025 nella linea Jump Comics.
Il primo one-shot fu ideato originalmente come un'opera indipendente per via delle politiche editoriali contro gli spin-off, ma Araki scelse di aggiungervi Rohan Kishibe del suo manga Diamond Is Unbreakable per rendere la storia più interessante. Perciò si limitò a dargli un semplice ruolo di presentatore; il titolo Kishibe Rohan wa ugokanai (lett. "Rohan Kishibe non si muove") fu scelto proprio per sottolineare il ruolo statico del personaggio. I successivi spin-off furono creati sulla base del primo.
Quattro one-shot sono stati adattati in episodi OAV, prodotti da David Production e pubblicati tra il 2017 e il 2020. I manga hanno ispirato anche una serie di racconti brevi scritti da vari autori e un dorama live action, andato in onda su NHK per quattro stagioni tra il 2020 e il 2024.

## Trama

### Episodio 16 - Il confessionale
Rohan racconta rivolgendosi direttamente al lettore (nella versione animata invece si rivolge a Koichi Hirose, venuto a chiedergli di fargli imparare l'italiano tramite Heaven's Door, ricollegandosi all'inizio di Vento Aureo) di un viaggio che fece a Venezia in cerca di ispirazione, dove si ritrovò a visitare il confessionale di una chiesa. Volendo provare una confessione di persona decise di entrarci, ma accidentalmente si sedette nella parte del confessionale destinata al sacerdote; poco dopo un uomo entra disperato, affermando di dover confessare un grave peccato. Vinto dalla curiosità, Rohan sceglie di ascoltarlo fingendosi un prete. L'uomo gli racconta che da giovane, mentre stava lavorando duramente come magazziniere, causò accidentalmente la morte di un mendicante per aver sottovalutato la sua precaria condizione fisica; il fantasma del senzatetto, prima di andare all'altro mondo, gli lanciò contro una maledizione per la quale sarebbe tornato a prenderlo non appena la sua felicità avrebbe raggiunto l'apice. Da quel momento la fortuna del giovane cominciò a girare per il verso giusto, ed egli si ritrovò in pochi anni ad essere molto ricco e padre di una bellissima bambina, avuta con una modella. Le preoccupazioni e le ansie dell'uomo tuttavia non lo abbandoneranno mai, poiché ha sempre ben impresse nella mente le parole dello spirito. Un giorno infatti, mentre si sta rilassando con la figlia, il fantasma del senzatetto si impossessa della bambina e si palesa, informandolo che tutte le sue recenti vittorie sono in realtà opera sua, che ha aiutato la fortuna dell'uomo, e adesso l'ora della vendetta è finalmente giunta. L'uomo tenta di difendersi, affermando che c'è un errore e che il rancore del fantasma nei suoi confronti è immotivato, al che il senzatetto decide di dargli un'ultima possibilità: se riuscirà a superare una prova imposta da lui lo lascerà andare. Nonostante l'uomo si impegni al massimo, alla fine non riesce a superare la prova ed il fantasma lo decapita. Rohan non sa cosa rispondere, ma l'uomo gli ricorda che ha ancora da confessare il peccato e gli spiega come sono andate le cose: sapendo che il mendicante sarebbe prima o poi tornato da lui, aveva scambiato il suo volto con quello di un ignaro servitore per raggirare lo spirito. In quel mentre gli spettri dei due uomini che ha imbrogliato si manifestano, affermando che adesso non lo lasceranno solo nemmeno per un istante, neppure in chiesa, per evitare di essere ingannati un'altra volta e che confessarsi non servirà a niente: in ogni caso lo colpiranno appena la felicità di sua figlia sarà al culmine. L'uomo si allontana in silenzio seguito dalle due apparizioni mentre Rohan osserva incredulo, pensando tra sé che anche se considera l'uomo un malvagio ammira la sua risolutezza e determinazione, che lo spingono a non arrendersi nemmeno se tormentato da tali spiriti vendicativi, accennando però che "lassù" non saranno tanto comprensivi quando sarà il momento di giudicarlo.

### Episodio 02 - La salita di Mutsukabe
Durante un appuntamento con il suo editore Minoru Kaigamori, Rohan racconta che, mentre conduceva delle ricerche sugli spiriti che abitano le colline di Mutsukabe, ha scoperto una storia grazie al suo stand Heaven's Door: ciò che è accaduto alla ricca laureanda Naoko Osato. Il suo amante Gunpei Kamafusa, giardiniere della sua villa, muore accidentalmente durante un'animata lite tra i due e visto che il suo cadavere non smetteva di sanguinare, Naoko cominciò a preoccuparsi per l'imminente arrivo di suo padre e del suo fidanzato; dopo essere riuscita fortunosamente a nascondere il corpo si accorse che il sangue continuava inspiegabilmente a sgorgare dalla ferita, lento ma inesorabile. Da quel momento la ragazza occultò il cadavere di Gunpei e continuò ad occuparsene ogni giorno per evitare che il sangue si disperdesse, finendo stranamente con l'affezionarsi a lui. Rohan, deciso ad approfondire la faccenda, si dirige verso la villa ma incontra a metà strada la figlia che Naoko ebbe da Gunpei prima che lui morisse. Dopo aver parlato col fumettista, la ragazzina cade a terra davanti ai suoi occhi e sbatte violentemente la testa; Rohan si rende conto che l'episodio si sta per ripetere e prima che la bambina muoia, riesce a salvarla dalla possessione del demone grazie al suo stand. L'artista capisce così che ci sono diversi spiriti sulle colline di Mutsukabe che si riproducono grazie al loro rapporto con gli umani, per poi fare in modo di morire di fronte alla loro vittima e costringerla a prendersi cura di loro per il resto della vita.

### Episodio 05 - Il villaggio dei miliardari
Rohan incontra la redattrice Kyoka Izumi, la quale gli propone di creare il suo prossimo fumetto autoconclusivo ispirandosi ad una villa all'interno di un misterioso villaggio autosufficiente tra le montagne, villa che lei ha intenzione di acquistare attirata dal fatto che chiunque si sia trasferito lì si è arricchito tantissimo. I due si dirigono quindi sul posto per trattare l'acquisto della residenza con il proprietario; arrivati alle porte del villaggio vengono ricevuti da uno strano portinaio che li informa che per accaparrarsi la vendita sarà assolutamente necessario rispettare le buone maniere. Kyoka infrange inconsapevolmente tre regole dell'educazione e di conseguenza perde tre cose a lei molto care a causa degli Dei della Montagna, i quali ricompensano o puniscono enormemente in base all'educazione dimostrata. Rohan tenta anche lui la prova dell'educazione per far riottenere a Kyoka ciò che ha perso e per salvarla, avendole causato involontariamente un attacco cardiaco con un comportamento poco educato. Rohan riesce a superare il test e dopo che Kyoka riottiene quello che le era stato tolto, i due si allontanano per sempre dal villaggio.

### Episodio 06 - La costa della pesca di frodo
Dopo aver pranzato nel ristorante di Tonio Trussardi a Rohan viene chiesto un bizzarro favore da parte del proprietario, e cioè di accompagnarlo quella stessa notte alla spiaggia di Morio-cho per pescare illegalmente: il suo obiettivo sono le orecchie di mare nere, una varietà di molluschi unica del Giappone con le quali ha intenzione di cucinare il miglior piatto della sua carriera. Il mangaka, non credendo del tutto alle sue parole, decide di accettare. Solo sul luogo stesso Tonio confessa le sue vere motivazioni: unendo i molluschi al suo stand Pearl Jam il cuoco spera di guarire il tumore terminale della sua fidanzata Vergina, che Rohan aveva precedentemente intravisto nel ristorante, ormai incapace di camminare e costretta in sedia a rotelle. Tuttavia, le informazioni consultate dai due per la riuscita del piano si rivelano una trappola. Non appena prese in mano, le orecchie di mare si aggrappano ai corpi di Tonio e Rohan costringendoli ad affondare; osservando le ossa delle precedenti vittime cosparse nel fondale il mangaka capisce che da anni i pescatori di frodo, la cui spregevole attività è considerata nella costa di Morio-cho alla stregua dell'omicidio, vengono puniti con la morte ingannati dai documenti che descrivono il comportamento dei pregiati molluschi. Usando Heaven's Door su dei polpi i due riescono a salvarsi: ritornati il giorno seguente al ristorante assieme a Okuyasu, Koichi e Josuke Higashikata, Rohan sorride alla vista di Tonio e di Vergina, ora in grado di camminare, sapendo che i loro sforzi non sono stati vani.

### Episodio 04 - La festa della luna della famiglia Mochizuki
Sempre da Tonio, Rohan racconta la bizzarra storia dei suoi vicini di casa, i Mochizuki, i cui membri diretti discendenti della famiglia sono condannati da secoli a morire lo stesso giorno, durante la Festa della luna. Il capofamiglia Noboru Mochizuki è deciso a passare la festa in famiglia per evitare che i suoi cari possano morire, annullando ogni altro impegno tra i quali un appuntamento della figlia Aki. La festa, nonostante alcune bizzarre coincidenze e incidenti, ha buon esito. Ma all'improvviso Aki si allontana da casa per incontrare il suo ragazzo; una sorta di demone dalla forma di coniglio fa la sua comparsa e rivela al lettore di essere il responsabile della morte di ogni singolo membro della famiglia, intenzionato a uccidere anche la ragazza tramite delle vespe di cui aveva fatto precedentemente cadere il nido. Ad un passo dalla riuscita del piano, però, il fidanzato di Aki le porge un anello chiedendola in sposa: non essendo più tecnicamente membro della famiglia Mochizuki il coniglio se ne va, promettendo di ritornare l'anno successivo finché i Mochizuki dimenticheranno di portare rispetto a quel particolare giorno.

### Episodio 07 - Un lunedì di pioggia
Un piovoso lunedì Rohan si trova alla stazione di Morio-cho per recarsi alla città vicina, quando comincia a notare il bizzarro comportamento della gente intorno a lui: ogni singola persona ha infatti in mano il cellulare e non guarda dove sta andando, sbattendolo intorno e spintonandolo continuamente fino a farlo cadere sulle rotaie. L'unico altro "immune" è un comune impiegato malato di cuore, che appena si offre di aiutare il mangaka viene spinto sulle rotaie nella stessa modalità. Dopo aver evitato un treno in corsa i due si rendono conto che, non appena qualcuno si sporge per salvarli, viene a sua volta spinto sulle rotaie, finché un'intera folla si trova sui binari con un nuovo treno in arrivo, che viene fortuitamente fermato da un uomo su cui Heaven's Door aveva precedentemente scritto. Rohan ormai ha capito chi è dietro tale evento, e cioè una nuova specie di insetti che si nutrono di onde elettromagnetiche e vivono all'interno dei circuiti dei telefoni cellulari, soliti attaccare individui cardiopatici per cibarsi della loro bioelettricità: manovrando le persone intorno a loro, l'obiettivo era quindi quello di assorbire l'energia elettromagnetica dell'impiegato, l'unico immune alla loro influenza e unica vittima dell'incidente.

### Episodio 08 - D.N.A.
Mai Katahira, amica della madre di Yukako Yamagishi, si rivolge tramite la ragazza a Rohan per "curare" con Heaven's Door la figlia Mao, nata tre anni prima da una donazione di sperma dopo la morte del marito della donna. La bimba ha infatti caratteristiche fisiche piuttosto bizzarre: ha folte basette e ciglia inferiori, lascia impronte bagnate ovunque cammini, sa parlare solamente al contrario e può mimetizzarsi con l'ambiente circostante. Dopo aver letto brevemente con Heaven's Door Rohan si rifiuta di aiutare, affermando che quelle peculiarità fanno parte del suo codice genetico. Tuttavia, Yukako legge di sfuggita alcune righe e riferisce a Mai che il donatore di sperma vive a Yamagata, ha trent'anni e possiede una cicatrice sulla fronte. Qualche giorno dopo, ormai rassegnata dal cercare l'uomo, la donna lo incontra alla stazione di Morio-cho, riconoscendolo per le stesse caratteristiche della figlia e per la cicatrice, e decide di seguirlo, scoprendo che è divorziato e che suo figlio è un amico di Mao. Mai non può fare a meno di notare la straordinaria somiglianza fisica e comportamentale tra il suo defunto marito, aspirante avvocato, e l'uomo, di nome Obanazawa e anch'egli avvocato. L'uomo è inoltre in grado di comprendere la parlata "al contrario" di Mao, e per la prima volta questa riesce a parlare normalmente. Tre mesi dopo Yukako incontra di nuovo Rohan, informandolo del matrimonio tra i due, pensando in qualche modo che sia stato un piano orchestrato proprio dalla piccola Mao per farli incontrare.

### Episodio 09 - The run
Il giovane Yoma Hashimoto viene reclutato per caso come modello, cominciando così a diventare abbastanza popolare ma anche vanitoso con la forma fisica. Incontra Rohan in palestra, che lo provoca sottilmente e dopo aver gareggiato con lui diventa ancora più ossessivo nel suo allenamento, arrivando a rubare soldi alla sua fidanzata Mika per comprare delle attrezzature e finendo così con l'essere buttato fuori di casa. Un giorno Rohan sfida Yoma ad una gara di velocità sul tapis roulant, in cui il primo a raggiungere i 25 km/h può afferrare l'unico telecomando e fermare la macchina; Rohan riesce a battere Yoma, che chiede una rivincita. La gara, cominciata come un gioco, si fa sempre più accesa e Yoma esasperato, tanto da scagliare un peso contro la vetrata alle loro spalle, frantumandola: in questo modo lo stremato perdente verrà spinto dal tapis roulant fuori dalla finestra, precipitando verso la morte. A questo punto Rohan cerca di prendere il telecomando prima del tempo per ritirarsi, ma Yoma glielo impedisce afferrandogli la mano al volo e rompendogli tre dita. Rohan nota che i muscoli del rivale si sono fatti estremamente più tonici e voluminosi ultimamente, e proprio nel corso della competizione si sono sviluppati tanto da assumere vagamente la forma di un'ala; usa quindi Heaven's Door e scopre che Yoma ha ucciso chiunque interferisse col suo allenamento, inclusi Mika e un altro membro della palestra. Alla fine Yoma riesce a vincere la corsa, ma Rohan aveva fatto in tempo a scrivere col suo stand che Yoma avrebbe fermato il tapis roulant del suo avversario anziché il proprio; colto di sorpresa, Yoma viene sbalzato dalla macchina fuori dalla finestra. Rimasto solo, Rohan ipotizza che Yoma fosse diventato l'avatar del dio Ermes in persona e si rammarica che a causa della sua personalità abbia oltrepassato il limite, provocandolo tanto da aver innescato in lui una competizione così forte da sfociare nella follia. Sconsolato ed esausto scappa dalla palestra, dubitando del fatto che Yoma sia morto davvero.

## Media

### Manga
Il primo manga è stato pubblicato su Weekly Shōnen Jump il 24 giugno 1997 per poi essere incluso assieme ad altre opere di Araki nella raccolta Under Execution, Under Jailbreak, pubblicata il 19 novembre 1999. I seguenti sono stati pubblicati su varie riviste: oltre alla stessa Weekly Shōnen Jump, Jump Square, Ultra Jump, SPUR, Bessatsu Margaret; il settimo e l'undicesimo in particolare sono stati pubblicati rispettivamente sulla piattaforma digitale Shōnen Jump+ e nel primo numero del mook JoJo Magazine.
In occasione della mostra al Museo del Louvre Le Louvre invite le bande desinnée, tenuta dal 22 gennaio al 13 aprile 2009 Araki realizzò il manga Rohan al Louvre, di cui furono esposte come anteprima due tavole in formato A2. L'opera è stata pubblicata in Giappone su Ultra Jump diviso in tre parti, tra il 19 marzo e il 19 maggio 2010, e in un unico volume il 27 maggio 2011. In Italia è stata pubblicata da Hikari Edizioni il 1º novembre 2012 in occasione del Lucca Comics & Games 2012.
Il manga Rohan Kishibe va da Gucci fu commissionato ad Araki come una storia sul brand di Gucci a cui lui pensò di aggiungere Rohan. È stato pubblicato il 23 agosto 2011 nel numero di ottobre della rivista SPUR. Delle riproduzioni delle tavole originali sono state esposte nella mostra Gucci x Hirohiko Araki x Spur "Kishibe Rohan Shinjuku ni iku" ten, tenuta presso lo Shinjuku Takano Building dal 17 settembre al 6 ottobre 2011 in occasione del novantesimo anniversario del brand. Alla mostra sono state presentate anche sei illustrazioni originali di Araki, i capi d'abbigliamento della collezione autunno/inverno 2011-12 in esse ritratti e un modello a grandezza naturale di Rohan.
| Nº | Titolo                                                     | Pubblicazione      | Pubblicazione  | Data di rilascio  | Fonte  |
| -- | ---------------------------------------------------------- | ------------------ | -------------- | ----------------- | ------ |
| 1  | Episodio 16 - Il confessionale                             | Weekly Shōnen Jump | #30, 1997      | 24 giugno 1997    | [ 11 ] |
| 2  | Episodio 02 - La salita di Mutsukabe                       | Jump Square        | Gennaio 2008   | 4 dicembre 2007   | [ 12 ] |
| 3  | Rohan al Louvre                                            | Ultra Jump         | Aprile 2010    | 19 marzo 2010     | [ 6 ]  |
| 3  | Rohan al Louvre                                            | Ultra Jump         | Maggio 2010    | 19 aprile 2010    | [ 13 ] |
| 3  | Rohan al Louvre                                            | Ultra Jump         | Giugno 2010    | 19 maggio 2010    | [ 14 ] |
| 4  | Rohan Kishibe va da Gucci                                  | SPUR               | Ottobre 2011   | 23 agosto 2011    | [ 15 ] |
| 5  | Episodio 05 - Il villaggio dei milionari                   | Weekly Shōnen Jump | #45, 2012      | 6 ottobre 2012    | [ 16 ] |
| 6  | Episodio 06 - La costa della pesca di frodo                | Weekly Shōnen Jump | #46, 2013      | 12 ottobre 2013   | [ 17 ] |
| 7  | Episodio 04 - La festa della luna della famiglia Mochizuki | Shōnen Jump+       | Shōnen Jump+   | 22 settembre 2014 | [ 18 ] |
| 8  | Episodio 07 - Un lunedì di pioggia                         | Jump Square        | Gennaio 2016   | 4 dicembre 2015   | [ 19 ] |
| 9  | Episodio 08 - D.N.A.                                       | Bessatsu Margaret  | Settembre 2017 | 12 agosto 2017    | [ 20 ] |
| 10 | Episodio 09 - The run                                      | Weekly Shōnen Jump | #13, 2018      | 26 febbraio 2018  | [ 21 ] |
| 11 | Episodio 10 - Hot Summer Martha                            | JoJo Magazine      | 2022 Spring    | 19 marzo 2022     | [ 22 ] |
| 12 | Episodio 11 - Dripping gahō                                | Ultra Jump         | Maggio 2022    | 19 aprile 2022    | [ 23 ] |
| 12 | Episodio 11 - Dripping gahō                                | Ultra Jump         | Giugno 2022    | 19 maggio 2022    | [ 24 ] |
| 13 | Episodio 12 - Bruschetta                                   | Ultra Jump         | Maggio 2025    | 18 aprile 2025    | [ 25 ] |

#### Volumi
- Rohan al Louvre (Shūeisha - Aizōban Comics)

| Titolo italiano Giapponese 「Kanji」 - Rōmaji                            | Data di prima pubblicazione           | Data di prima pubblicazione             |
| Titolo italiano Giapponese 「Kanji」 - Rōmaji                            | Giapponese                            | Italiano                                |
| Rohan al Louvre 「岸辺露伴 ルーヴルへ行く」 - Kishibe Rohan Rūvuru e iku | 27 maggio 2011 ISBN 978-4-08-782379-0 | 1º novembre 2012 ISBN 978-88-96573-37-2 |

- Così parlò Rohan Kishibe (Shūeisha - Jump Comics)

| 1 | 19 novembre 2013 | ISBN 978-4-08-870872-0                                                                | 8 gennaio 2015   | ISBN 978-88-6920-168-4 |
| 1 | Capitoli - Episodio 16 - Il confessionale (懺悔室?, Zange-shitsu) - Episodio 02 - La salita di Mutsukabe (六壁坂?, Mutsukabe-zaka) - Episodio 05 - Il villaggio dei milionari (富豪村?, Fugō-mura) - Episodio 06 - La costa della pesca di frodo (密漁海岸?, Mitsuryō kaigan) - Rohan Kishibe va da Gucci (岸辺露伴 グッチへ行く?, Kishibe Rohan Gutchi e iku) |                                                                                       |                  |                        |
| 2 | 19 luglio 2018 | ISBN 978-4-08-881557-2 (edizione regolare) ISBN 978-4-0890-8314-7 (edizione limitata) | 13 novembre 2019 | ISBN 978-88-226-1670-8 |
| 2 | Capitoli - Episodio 04 - La festa della luna della famiglia Mochizuki (望月家のお月見?, Mochizuki-ke no otsukimi) - Episodio 07 - Un lunedì di pioggia (月曜日 天気-雨?, Getsuyōbi tenki - ame) - Episodio 08 - D.N.A. (D・N・A?, Dī Enu Ē) - Episodio 09 - The run (ザ・ラン?, Za ran)                                                                        |                                                                                       |                  |                        |
| 3 | 19 maggio 2025 | ISBN 978-4-08-884548-7                                                                | -                |                        |
| 3 | Capitoli - Episodio 10 - Hot Summer Martha (ホットサマー・マーサ?, Hottosamā māsa) - Episodio 11 - Dripping gahō (ドリッピング画法?, Dorippingu gahō, lett. "Lo stile di pittura dripping") - Episodio 12 - Bruschetta (ブルスケッタ?, Burusuketta) |                                                                                       |                  |                        |

### Serie OVA
Il 15 aprile 2016 è stato annunciato che un episodio OVA tratto dal manga sarebbe stato distribuito in DVD come regalo per gli acquirenti della serie completa in home video dell'anime di Diamond is Unbreakable. Per richiederne una copia sarebbe stato necessario utilizzare l'apposito biglietto di richiesta pubblicato in allegato all'ultimo numero della serie il 28 giugno 2017. Un secondo episodio è stato annunciato il 18 febbraio 2018 nel numero di marzo di Ultra Jump. È stato distribuito in DVD in bundle con l'edizione limitata del secondo volume del manga il 19 luglio 2018. Altri due episodi sono stati annunciati il 18 agosto 2019 e sono stati proiettati in sei città giapponesi tra l'8 dicembre 2019 e il 29 marzo 2020, iniziando da Tokyo presso la TFT Hall 1000. Questi sono stati poi distribuiti in DVD e Blu-ray il 25 marzo 2020.
Netflix ha pubblicato l'anime globalmente il 18 febbraio 2021. Per l'occasione la serie ha ricevuto un doppiaggio italiano.
I quattro episodi sono stati trasmessi su NHK General TV tra la notte del 19 e quella del 20 dicembre 2021.

#### Episodi
| Nº | Ep. | Titolo italiano Giapponese 「Kanji」 - Rōmaji      | In onda        | In onda          |
| Nº | Ep. | Titolo italiano Giapponese 「Kanji」 - Rōmaji      | Giapponese     | Italiano         |
| 1  | 05  | Il villaggio dei milionari 「富豪村」 - Fugō-mura  | 28 giugno 2017 | 18 febbraio 2021 |
| 2  | 02  | La collina di Mutsukabe 「六壁坂」 - Mutsukabezaka | 19 luglio 2018 | 18 febbraio 2021 |
| 3  | 09  | La corsa 「ザ・ラン」 - Za ran                     | 25 marzo 2020  | 18 febbraio 2021 |
| 4  | 16  | Il confessionale 「懺悔室」 - Zange-shitsu         | 25 marzo 2020  | 18 febbraio 2021 |

### Racconti
Tre fascicoli contenenti racconti brevi basati sui manga di Araki sono stati pubblicati in allegato ai numeri di Ultra Jump di agosto 2017, settembre 2017 e gennaio 2018, pubblicati rispettivamente il 19 luglio, il 19 agosto e il 19 dicembre 2017. I sette racconti in essi contenuti sono poi stati ricompilati in due raccolte, ognuna delle quali contenente una storia inedita, pubblicate il 19 giugno e il 19 luglio 2018. Un quarto fascicolo, contenente due nuove storie, è stata pubblicata in allegato al numero di novembre 2021 uscito il 19 ottobre. Queste sono poi state incluse, assieme ad un racconto inedito, in un terzo volume pubblicato il 19 dicembre 2022. Il 19 aprile 2024 altri due racconti sono stati pubblicati nel quinto fascicolo distribuito assieme al numero di maggio 2024.

#### Raccolte
1. (JA) Kishibe Rohan wa sakebanai Tanpen shōsetsu-shu [岸辺露伴は叫ばない 短編小説集], Shūeisha, 19 giugno 2018, ISBN 978-4-08-703455-4.
2. (JA) Kishibe Rohan wa tawamurenai Tanpen shōsetsu-shu [岸辺露伴は戯れない 短編小説集], Shūeisha, 19 luglio 2018, ISBN 978-4-08-703457-8.
3. (JA) Kishibe Rohan wa taorenai Tanpen shōsetsu-shu [岸辺露伴は倒れない 短編小説集], Shūeisha, 19 dicembre 2022, ISBN 978-4-08-703529-2.
4. (JA) Kishibe Rohan wa warawanai Tanpen shōsetsu-shu [岸辺露伴は嗤わない 短編小説集], Shūeisha, 18 dicembre 2024, ISBN 978-4-08-703555-1.

#### Elenco racconti
| Rac. | Titolo                                                   | Autore          | Data di pubblicazione originale |
| ---- | -------------------------------------------------------- | --------------- | ------------------------------- |
| 1    | Kushagara (くしゃがら?)                                  | Ballad Kitaguni | 19 luglio 2017                  |
| 1    | Burakku sutā (Blackstar.?)                               | Ryō Yoshigami   | 19 luglio 2017                  |
| 1    | Chi shiori midoru (血栞塗?)                              | Mirei Miyamoto  | 19 dicembre 2017                |
| 1    | Kenetsu hōteishiki (検閲方程式?)                         | Yūsuke Iba      | 19 agosto 2017                  |
| 1    | Okamisama (オカミサマ?)                                  | Ballad Kitaguni | inedito                         |
| 2    | Kōfuku no hako (幸福の箱?)                               | Ballad Kitaguni | 19 luglio 2017                  |
| 2    | Yūyanagidai (夕柳台?)                                    | Mirei Miyamoto  | 19 agosto 2017                  |
| 2    | Shinmetorī rūmu (シンメトリー・ルーム?)                  | Ballad Kitaguni | 19 dicembre 2017                |
| 2    | Rakuen no ochibo (楽園の落穂?)                           | Ryō Yoshigami   | inedito                         |
| 3    | Ōgon no merodi (黄金のメロディ?)                         | Ballad Kitaguni | 19 ottobre 2021                 |
| 3    | Gensakusha Kishibe Rohan (原作者 岸辺露伴?)              | Ballad Kitaguni | 19 ottobre 2021                 |
| 3    | 5 eru-dī-kē marumaru tsuki (5LDK○○つき?)                 | Ballad Kitaguni | inedito                         |
| 4    | Iwaku no nai ningyō (曰くのない人形?)                    | Katsuie Shibata | 19 aprile 2024                  |
| 4    | Pea ripea (ペアリペア?)                                  | Katsuie Shibata | 19 aprile 2024                  |
| 4    | Mizuno Shinji (不見神事?)                                | Katsuie Shibata | inedito                         |
| 4    | Fan Kaburagi happēta no baai (ファン・鏑木八平太の場合?) | Katsuie Shibata | inedito                         |

### Dorama live action
Il 14 ottobre 2020 è stata annunciata una serie televisiva live action tratta dal manga, con Issei Takahashi ad interpretare il protagonista. La prima stagione, di tre episodi, è andata in onda su NHK General TV il tra il 28 e il 30 dicembre 2020 tra le 22:00 e le 22:49. La seconda stagione è stata annunciata il 15 agosto 2021 ed è andata in onda sempre su NHK, nello stesso orario, tra il 27 e il 29 dicembre 2021 con tre episodi. Il 20 agosto 2022 è stata annunciata una terza stagione, trasmessa per due episodi il 26 e il 27 dicembre 2022 dalle 22:00 alle 22:54. Un nono episodio è stato trasmesso sulla medesima rete il 10 maggio 2024, preceduto da un'anteprima su BS Premium 4K il 5 maggio.
Il 5 gennaio 2023 è stato annunciato che Rohan al Louvre avrebbe ricevuto un adattamento cinematografico live action con lo stesso cast del dorama. Il film è debuttato nelle sale giapponesi il 26 maggio dello stesso anno ed è stato distribuito su Prime Video in Francia, Giappone e altri 160 paesi il seguente 22 settembre.

#### Episodi
| Nº               | Titolo italiano (traduzione letterale) Giapponese 「Kanji」 - Rōmaji | In onda          | In onda |
| Nº               | Titolo italiano (traduzione letterale) Giapponese 「Kanji」 - Rōmaji | Giapponese       |         |
| Prima stagione   |                                                                      |                  |         |
| 1                | Il villaggio dei milionari 「富豪村」 - Fugō-mura                    | 28 dicembre 2020 |         |
| 2                | Kushagara 「くしゃがら」 - Kushagara                                 | 29 dicembre 2020 |         |
| 3                | D.N.A. 「D.N.A」 - D.N.A                                             | 30 dicembre 2020 |         |
| Seconda stagione |                                                                      |                  |         |
| 4                | The run 「ザ・ラン」 - Za ran                                        | 27 dicembre 2021 |         |
| 5                | Il davanti della schiena 「背中の正面」 - Senaka no shōmen           | 28 dicembre 2021 |         |
| 6                | La salita di Mutsukabe 「六壁坂」 - Mutsukabezaka                    | 29 dicembre 2021 |         |
| Terza stagione   |                                                                      |                  |         |
| 7                | Hot Summer Martha 「ホットサマー・マーサ」 - Hottosamā Māsa          | 26 dicembre 2022 |         |
| 8                | Il ragazzino della morra cinese 「ジャンケン小僧」 - Janken kozō     | 27 dicembre 2022 |         |
| Quarta stagione  |                                                                      |                  |         |
| 9                | La costa della pesca di frodo 「密漁海岸」 - Mitsuryō kaigan         | 5 maggio 2024    |         |